# كارولين لاكروا
كارولين لاكروا (بالفرنسية: Blanche Delacroix)‏ هي أرستقراطية فرنسية وبلجيكية، ولدت في 13 مايو 1883 في بوخارست في رومانيا، وتوفيت في 12 فبراير 1948 في كامبو ليه بان ‏ في فرنسا.